# Sainghin-en-Mélantois
Sainghin-en-Mélantois är en kommun i departementet Nord i regionen Hauts-de-France i norra Frankrike. Kommunen ligger i kantonen Cysoing som tillhör arrondissementet Lille. År 2022 hade Sainghin-en-Mélantois 2 844 invånare.

## Befolkningsutveckling
Antalet invånare i kommunen Sainghin-en-Mélantois
| Referens: INSEE |